# CLDN18
CLDN18 (англ. Claudin 18) – білок, який кодується однойменним геном, розташованим у людей на короткому плечі 3-ї хромосоми.  Довжина поліпептидного ланцюга білка становить 261 амінокислот, а молекулярна маса — 27 856.
| 10         |  | 20         |  | 30         |  | 40         |  | 50         |
| ---------- |  | ---------- |  | ---------- |  | ---------- |  | ---------- |
| MSTTTCQVVA |  | FLLSILGLAG |  | CIAATGMDMW |  | STQDLYDNPV |  | TSVFQYEGLW |
| RSCVRQSSGF |  | TECRPYFTIL |  | GLPAMLQAVR |  | ALMIVGIVLG |  | AIGLLVSIFA |
| LKCIRIGSME |  | DSAKANMTLT |  | SGIMFIVSGL |  | CAIAGVSVFA |  | NMLVTNFWMS |
| TANMYTGMGG |  | MVQTVQTRYT |  | FGAALFVGWV |  | AGGLTLIGGV |  | MMCIACRGLA |
| PEETNYKAVS |  | YHASGHSVAY |  | KPGGFKASTG |  | FGSNTKNKKI |  | YDGGARTEDE |
| VQSYPSKHDY |  | V          |  |            |  |            |  |            |

A: Аланін

C: Цистеїн

D: Аспарагінова кислота

E: Глутамінова кислота

F: Фенілаланін

G: Гліцин

H: Гістидин

I: Ізолейцин

K: Лізин

L: Лейцин

M: Метіонін

N: Аспарагін

P: Пролін

Q: Глутамін

R: Аргінін

S: Серин

T: Треонін

V: Валін

W: Триптофан

Кодований геном білок за функцією належить до фосфопротеїнів. 
Задіяний у таких біологічних процесах як поліморфізм, альтернативний сплайсинг. 
Локалізований у клітинній мембрані, мембрані, клітинних контактах, щільних контактах.